# Нотогиппиды
Нотогиппиды (лат. Notohippidae) — семейство вымерших млекопитающих из подотряда Toxodontia отряда нотоунгулятов, обитавших в Южной Америке. Внешне напоминали лошадей, а также лошадеобразных южноамериканских копытных из отряда литоптерн: диадиафорусов и тоатериев. Известны по останкам времён эоцена и олигоцена.

## Классификация
По данным сайта Paleobiology Database, на июль 2019 года в семейство включают 16 вымерших родов:
- Argyrohippus Ameghino, 1902
- Eomorphippus Ameghino, 1901
- Eurygenium Ameghino, 1894
- Mendozahippus Cerdeño & Vera, 2010
- Moqueguahippus Shockey et al., 2006
- Morphippus Ameghino, 1897
- Nesohippus Ameghino, 1904
- Notohippus Ameghino, 1891
- Pampahippus Bond & López, 1993
- Pascualihippus Shockey, 1997
- Patagonhippus López et al., 2010
- Perhippidion Ameghino, 1904
- Pseudhippus Ameghino, 1902
- Rhynchippus Ameghino, 1897
- Rosendo Wyss et al., 2018
- Stilhippus Ameghino, 1904